# La maschera e il volto (film 1919)
La maschera e il volto è un film del 1919 diretto da Augusto Genina.